# ブルーノ・クルト・シュルツ

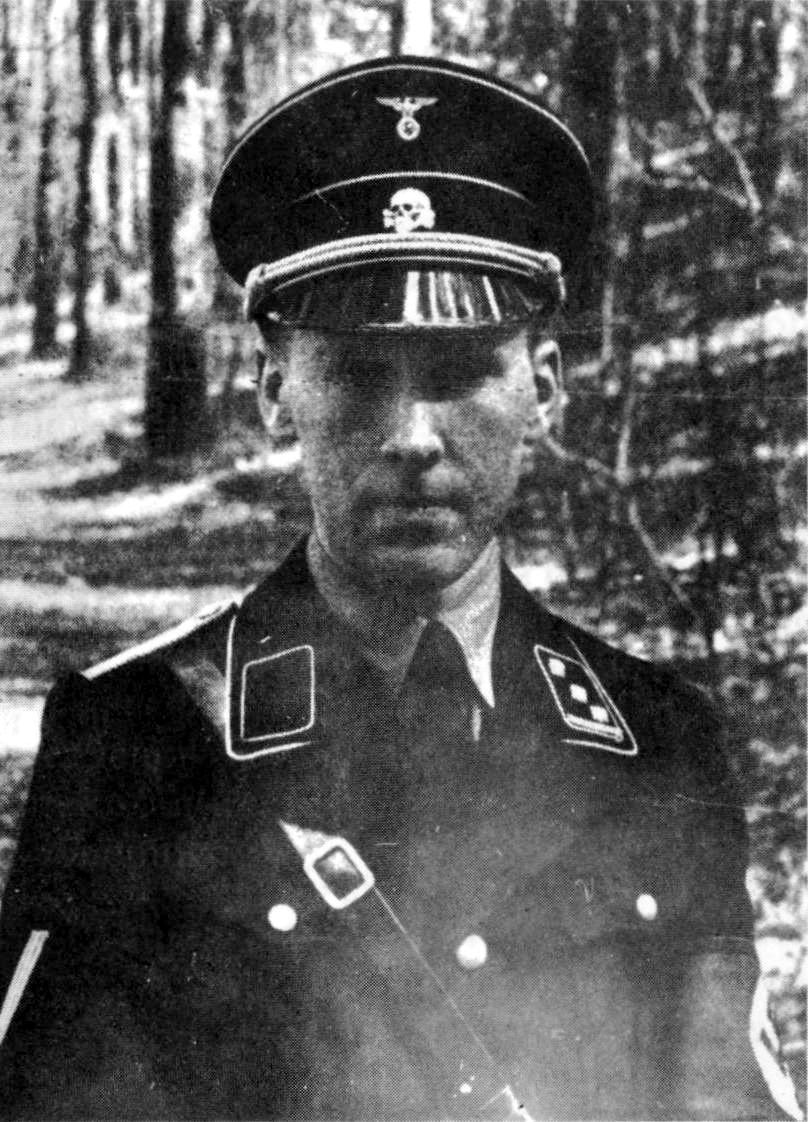
ブルーノ・クルト・シュルツSS中尉（撮影日時不明）

ブルーノ・クルト・シュルツ（Bruno Kurt Schultz, 1901年8月3日 - 1997年12月9日）は、オーストリア出身の人類学者。ナチス・ドイツの時代、親衛隊人種及び移住本部の幹部として人種選別に関する教育などを行った。

## 経歴
1901年、ジッツェンベルク＝ライドリングにて、州警察次長（Stellvertretender Polizeipräsident）の息子として生を受ける。地元の国民学校（Volksschule）と人文主義学校（Humanistisches Gymnasium）にて初等教育を終え、マトゥーラ（ドイツのアビトゥーアに相当）に合格した後は民族学（Völkerkunde）を専攻し、ウィーン大学、ウプサラ大学、ライプツィヒ大学で学ぶ。1924年、ウィーン大学にて哲学博士（Dr. phil.）の称号を得る。博士論文のタイトルは『ゲルマン人の死後の世界のイメージ』（Jenseitsvorstellungen der Germanen）だった。

### 研究者として
1924年、ライプツィヒの民俗文化中央研究所（Mittelstelle für Volks- und Kulturforschung）にてオットー・レーヒェの助手として雇われる。その後、ウィーン自然史博物館でもしばらく働く。1927年からはウィーン大学に教員として勤務し、1928年からはミュンヘン大学にてテオドール・モリソンの助手を務めつつ地元の人類学研究所に職を得た。1934年にはミュンヘン大学にて教授資格 (Habilitation) を得て、人種学・人類遺伝学の講義を担当した。1936年から体育帝国大学校にて教授（Professor）を2年間務めた後、同大学校付属の生物学研究所所長に就任した。1938年、ベルリン大学の非常勤教授となり、人種生物学（Rassenbiologie）の講義を担当した。
1941年末、ヴィルヘルム・ザウレの誘いを受けてプラハ帝国大学に移り、1942年から同大学の教授として「遺伝および人種の衛生」（Erb- und Rassenhygiene）の講義を担当した。敗戦後、1951年からはミュンスター大学にて「再雇用教授」（Professor zur Wiederverwendung）として雇われ、同大学人類遺伝研究所にてオトマー・フライヘル・フォン・フェアシューアーの助手を務めた。1960年に退職し、以後は年金生活者として暮らした。1997年、アルテンベルゲにて死去。

### NSDAP党員およびSS将校として
シュルツは自らの民族的起源がドイツ人にあると信じており、1918年からドイツ学校協会に所属していた。ウィーン大学在学中にはドイツ学生協会に参加し、1927年にはミュンヘンにて人種政策に関する講演を行った。ハンス・ギュンターの提唱する人種理論の普及を行っていた北欧連盟（Nordischen Ring）という政治団体では幹部を務めた。1929年にはドイツ市民権を取得し、また同年より雑誌『民族と人種』（Volk und Rasse）の編集者となった。
こうした活動を知ったリヒャルト・ヴァルター・ダレからの勧誘を受け、1932年には親衛隊人種及び移住本部（RuSHA）に人種科学広報官（Referent für Rassenkunde）として雇われた。この際、RuSHA勤務中も研究者として活動する自由が認められていた。国家社会主義ドイツ労働者党（NSDAP, ナチ党）への入党および親衛隊（SS）への入隊は1932年2月頃だった。一般親衛隊の将校として、1940年代初頭に親衛隊大佐まで昇進している。
1932年3月、RuSHA広報官となったシュルツは、SSや突撃隊（SA）の将校に対する人種学研修を行った。1934年からは常勤職員としてRuSHAの人種学および人種研究局の局長に就任し、1937年まで務めた。また、1934年からは全国農民指導者幕僚部長、帝国内務省人口・人種政策計画委員会委員の職にも就いている。1936年、ドイツ人の血を守るための国家委員会に非常勤委員として参加。アーネンエルベの文献委員会（Schrifttumskommission）にも参加していた。
シュルツはSS将校と大学教員という2つの職を両立させるべく、1941年10月にRuSHAプラハ人種局に属する個人事務所を設置した。第二次世界大戦中、シュルツは占領地（アルザス＝ロレーヌ、ポーランド、ユーゴスラビア、スロベニア、ソビエト連邦）の人種の研究に関与し、彼から教育教育を受けた者たちが占領地にて「好ましくない人種」やドイツ系人の子供の選別を行った。こうした活動はいわゆる民族転換措置の一環として行われた。
1943年、前年のヴァンゼー会議でなされた「ユダヤ人問題の最終的解決」に関する決定を受け、シュルツはユダヤ系混血者（Jüdischer Mischling）に関する報告書を作成した。ここで言う「ユダヤ系混血者」とは1935年に法的に定義された用語で、ユダヤ系とのハーフは一種混血者、クォーターは二種混血者と分類されていた。シュルツは報告書の中で「外見上のユダヤ的特性」が見られる二種混血者は一種混血者として扱うべきだと述べていた。ハインリヒ・ヒムラーSS長官やマルティン・ボルマン官房長官はシュルツの見解に賛成していたものの、戦況を鑑みて公的な見解としての採用は見送られた。仮にこの見解が採用されていれば、より多くの人々が断種政策の対象になったとされる。
1944年春、バート・テルツSS士官学校に志願し、5ヶ月間の教育を受ける。1944年8月、武装親衛隊の連隊付士官候補生（Standartenoberjunker）となり、1945年1月からはノルトラント師団の一員として戦った。
敗戦後、シュルツは非ナチ化審査において「同調者」（Mitläufer）と分類された。ソ連占領地域において、彼の著書『人種学的測定のためのハンドブック』は禁書として扱われた。彼は起訴を受けなかったものの、1966年夏にはノルトライン＝ヴェストファーレン州刑事警察局から判決に対する疑問が2度呈されている。

## 著書
- 『遺伝学、人種学、人種衛生』（Erbkunde, Rassenkunde, Rassenpflege）. J. F. Lehmanns, München 1933
- 『眼球、頭髪、肌色および光彩による人種科学的選別表』（Rassenkundliche Bestimmungs-Tafeln für Augen-, Haar- und Hautfarben und für die Iriszeichnung.） J. F. Lehmanns, München 1935
- 『ドイツ地方の人種学』（Rassenkunde deutscher Gaue.） J. F. Lehmanns, München 1935
- 『ドイツの人種的頭部』（Deutsche Rassenköpfe.） J. F. Lehmanns, München 1935
- 『人種学的測定のためのハンドブック』（Taschenbuch der rassenkundlichen Meßtechnik.） J. F. Lehmanns, München 1937